# Gribig
Gribig is een bestuurslaag in het regentschap Kudus van de provincie Midden-Java, Indonesië. Gribig telt 8142 inwoners (volkstelling 2010).